# Oecetis epekeina
Oecetis epekeina là một loài Trichoptera trong họ Leptoceridae. Chúng phân bố ở miền Australasia.